# Markiza de Pompadour (film)
Markiza de Pompadour – polski krótkometrażowy film komediowy, należący do cyklu Perły i dukaty.

## Fabuła
Krystyna, córka kierownika wytwórni mebli stylowych "Markiza de Pompadour", w specyficzny sposób wspomaga działalność ojca. Rozkochuje w sobie mężczyzn, a kiedy się jej oświadczają, namawia do kupna mebli rzekomo do wspólnego mieszkania. Gdy to następuje - zrywa z narzeczonym, zostawiając go ze złamanym sercem i zakupionymi meblami. Potem szuka następnego - i historia się powtarza.

## Obsada
- Anna Milewska - Krystyna
- Wieńczysław Gliński - Jan Wojnowski
- Bogdan Baer - kolejny „narzeczony” Krystyny, kierownik sklepu mięsnego
- Bogusz Bilewski - inspektor MO
- Włodzimierz Boruński - Kudłak, były „narzeczony” Krystyny
- Wiesław Gołas - ogrodnik Winnykamień, „narzeczony” Krystyny
- Aleksander Fogiel - Stefan Rubiński, były „narzeczony” Krystyny
- Andrzej Krasicki - członek zarządu spółdzielni
- Sylwester Przedwojewski - członek zarządu spółdzielni
- Jarema Stępowski - ojciec Krystyny, kierownik spółdzielni „Markiza de Pompadour”
- Janina Kałuska-Szydłowska - Irena, matka Krystyny, także kasjerka w spółdzielni „Markiza de Pompadour”
- Jerzy Turek - milicjant Badura
- Ewa Wiśniewska - Anita, siostra Krystyny
- Jan Mayzel - milicjant; nie występuje w czołówce
- Adam Perzyk - robotnik w spółdzielni „Markiza de Pompadour”; nie występuje w czołówce